# إبراهيم عبد الحميد الفاعوري
إبراهيم عبد الحميد قطيش (1886 - 27 سبتمبر 1971) هو قاضياً لمحكمة جرش الصلحية الأردنية. 

## حياته ونشأته
إبراهيم عبد الحميد قطيش الفاعوري القاضي إبراهيم عبد الحميد قطيش الفاعوري مواليد عام 1886م في مدينة السلط الأردنية، توفي والده وهو في الرابعة من عمره تاركاً له شقيقتين فعاش في كنف عمه، أنهى دراسته بتفوق، عُرض عليه دراسة الحقوق في سوريا لكنه قام بمعاونة عمه بأعمال التجارة.
عٌين كاتب ضبط للبداية في مدينة السلط عام 1910م، وفي عام 1918م تمت ترقيته إلى وظيفة رئيس كتاب البداية في كل من الطفيلة ومعان وفي عام 1919م أصبح رئيس كتاب الحاكم المنفرد في النبك وفي عام 1919م انتقل كرئيس كتاب الحاكم المنفرد إلى مدينة السلط.

## مسيرته
في الأول من كانون الثاني عام 1925م عُين قاضياً لمحكمة جرش الصلحية وفي 13 آب عام 1925م عٌين قاضياً لمحكمة جرش، عجلون والطفيلة، خلال هذه الفترة بلغت المسامع الكريمة للسمو الملكي الأمير عبد الله الأول ما أظهره قاضي صلح جرش إبراهيم بك قطيش من الكرم والطيب للإفادة بالتقدير وبالتكريم له بزيارته مع سمو الأمير علي في منزله ومنحه كتاب شكر وتقدير لجهوده وخدمته لوطنه وأمته

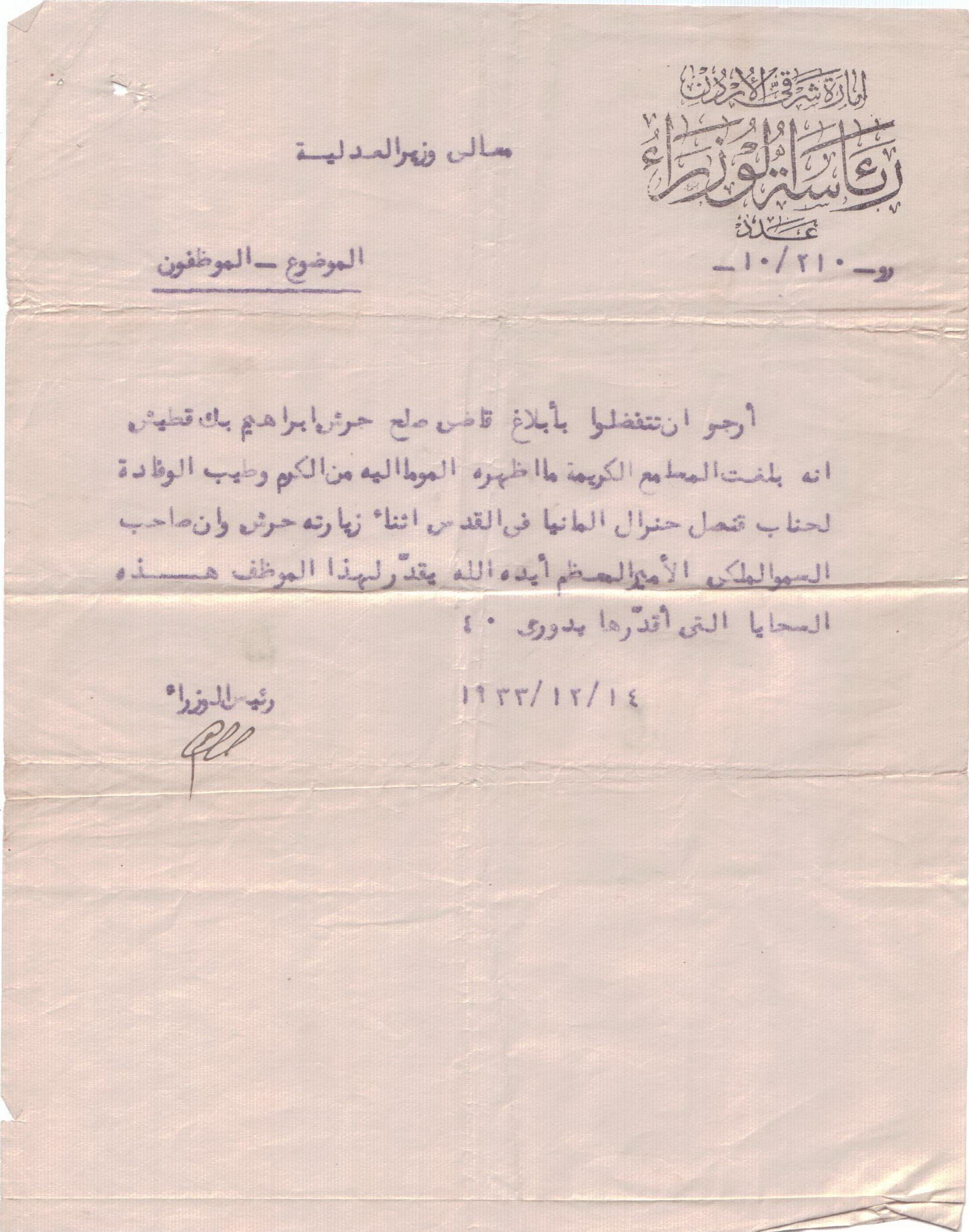
كتاب رئاسة الوزراء شكر

في عام 1928م انتقل قاضياً إلى مدينة الكرك، وفي عام 1930م انتقل قاضياً إلى مدينة مأدبا، ثم في 26 تموز عام 1931م أصدر رئيس الديوان العالي الإرادة المطلعة على سماحة قاضي القضاة بانتداب قاضي صلح الطفيلة القاضي إبراهيم بك قطيش لأداء وظيفة القضاء الشرعي في الطفيلة أثناء غياب فضيلة قاضي مدينة الطفيلة الشيخ طه البردويل بالإجازة.

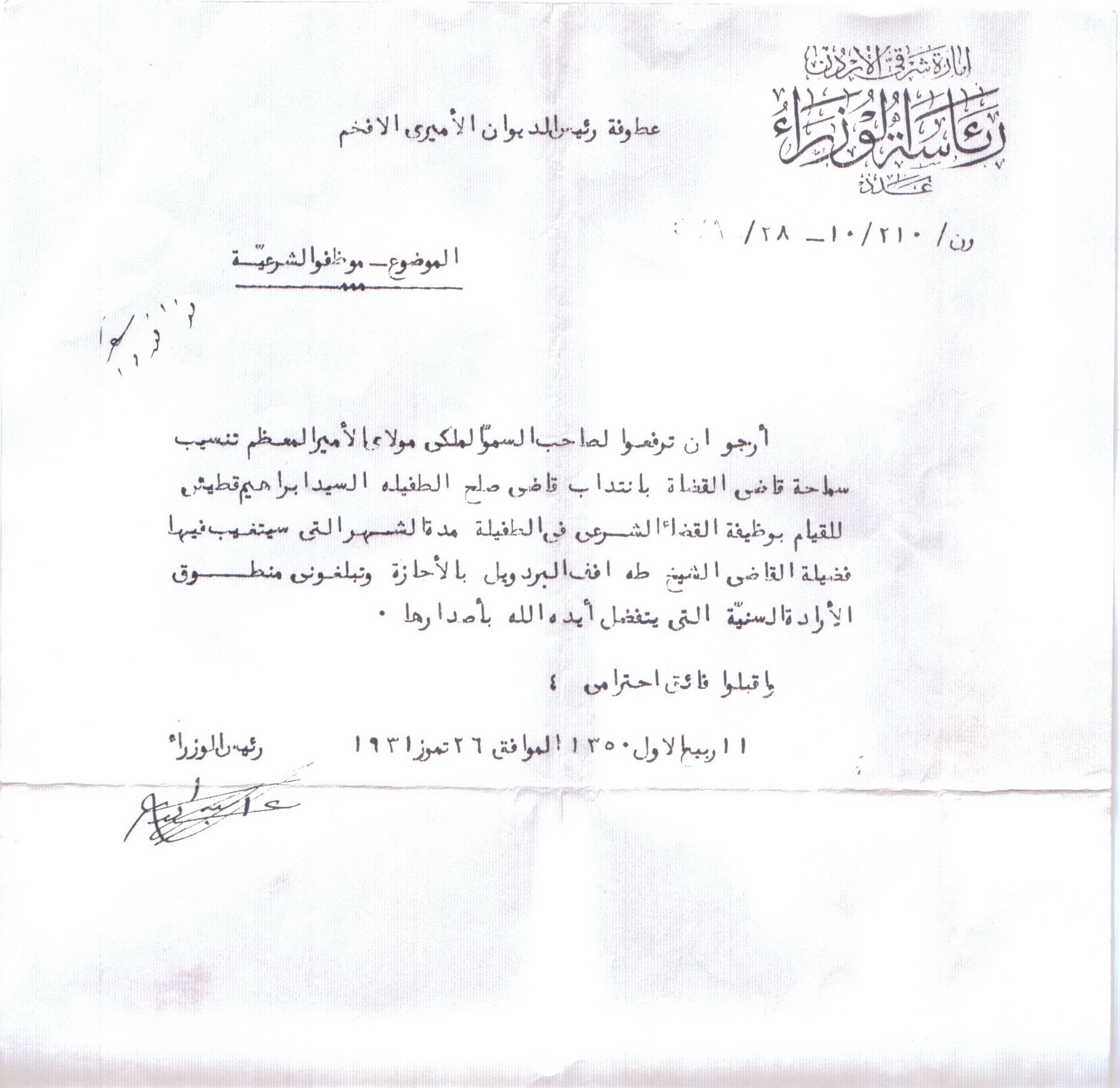
كتاب الموافقة قاضي شرعي

في الأول من تشرين الثاني عام 1938م عين قاضياً لمحكمة عجلون الصلحية وبقي في هذا المنصب حتى 19 كانون الأول عام 1940م ثم انتقل إلى محكمة عمان البدائية كمدعي عام، وفي الأول من أذار عام 1942م أحيل على التقاعد.
حصل على إجازة محاماه بتاريخ 23 أبريل 1942.

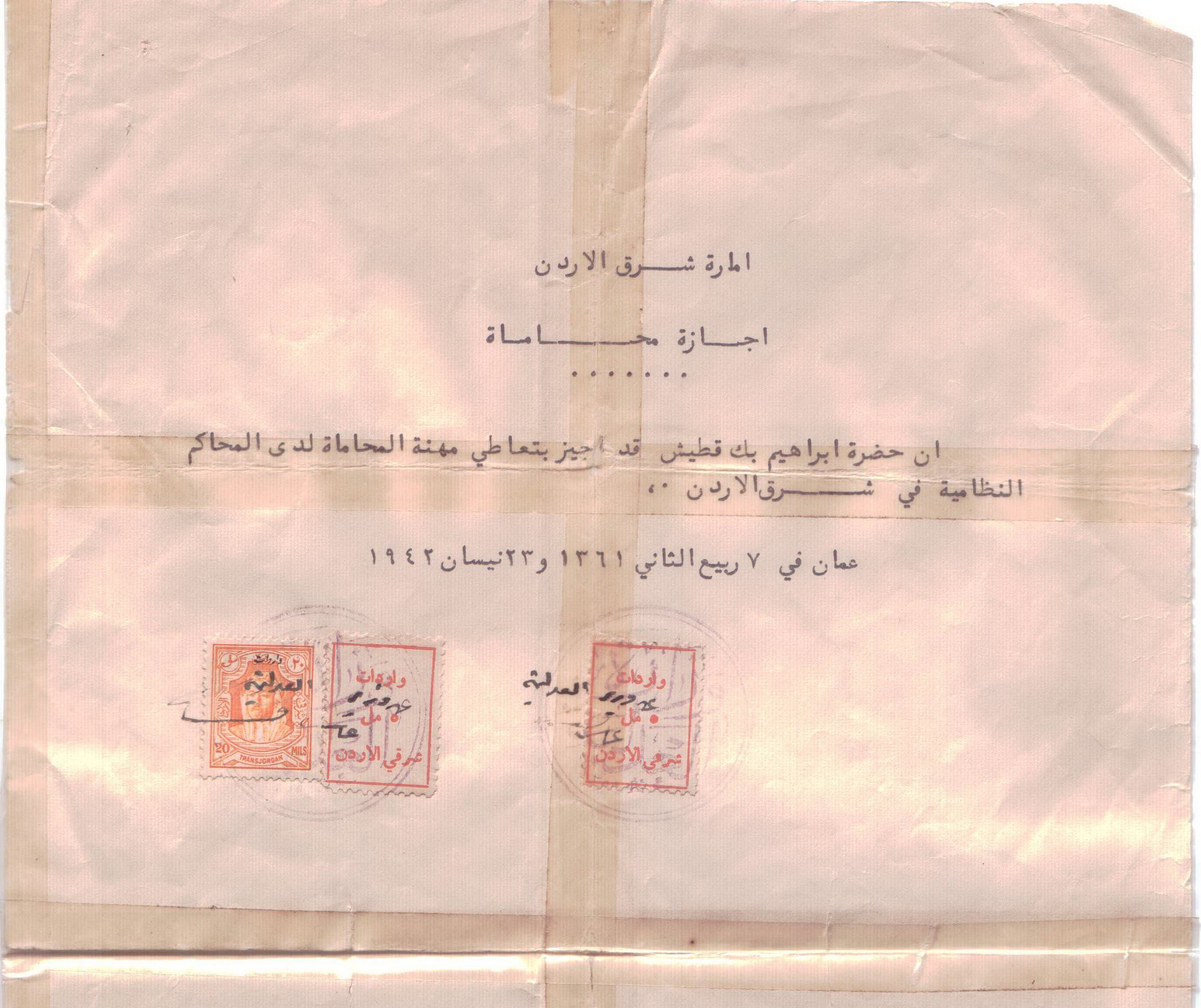
كتاب مزاولة المحاماه

حيث كان من أوائل المحامين في مدينة السلط، زاول مهنة المحاماة في مكتب أقامه لنفسه في مدينة السلط.
في عام 1944م عين عضواً لمجلس بلدية في مدينة السلط حيث كان رئيس البلدية عبد الحليم الحمود وبقي في هذه العضوية حتى عام 1947م، وعٌين مرة أخرى عضواً لمجلس بلدية السلط من عام 1947م حتى عام 1950م حيث كان رئيس البلدية سعيد باشا الصليبي.

## وفاته
في 27 أيلول عام 1971م انتقل إلى الرفيق الأعلى في مدينة الكرك وتم دفنه في مدينة عمان.